# Christoph Irion
Christoph Irion  (* 29. Februar 1964) ist ein deutscher Journalist.

## Leben
Irion studierte Politologie an der Universität Hamburg und absolvierte danach die Axel-Springer Journalistenschule. Anschließend arbeitete er als Fernsehjournalist bei Sat.1. 1996 wurde er Politik-Redakteur bei der Berliner Zeitung „B.Z.“, danach war er von 1999 bis 2002 leitender Politik-Redakteur der Berliner Morgenpost und ab 2001 zusätzlich bei der Tageszeitung Die Welt. Im Jahr 2002 wechselte er als Ressortleiter Politik zum Reutlinger General-Anzeiger. Von 2005 bis 2013 war er gemeinsam mit Hartmut Troebs Co-Chefredakteur dieser Zeitung. Seit 2014 ist er der Geschäftsführer der Christlichen Medieninitiative pro.
Von 2009 bis 2013 war Irion Jurymitglied beim Theodor-Wolff-Preis. Von 2007 bis 2013 übernahm er einen Lehrauftrag im Bereich Kommunikationswissenschaften an der Universität Hohenheim und seit 2015 ist er Lehrbeauftragter für Medienwissenschaft und Journalistik an der Evangelischen Hochschule Tabor in Marburg. Zudem ist er seit 2023 Mitglied im Konvent der Evangelischen Allianz in Deutschland.
Irion ist verheiratet und Vater von zwei Kindern.

## Auszeichnungen
Irion ist Träger verschiedener Journalistenpreise:
- 1999 Medienpreis Goldener Kompass des Christlichen Medienverbundes KEP
- 2001 Wächterpreis der deutschen Tagespresse
- 2009 Deutscher Lokaljournalistenpreis der Konrad-Adenauer-Stiftung an den Reutlinger General-Anzeiger für die Serie Innenansichten zum Thema Heimat[8]

## Werke
- als Herausgeber: Wer hat Angst vor dem Islam? Beiträge zu einer aktuellen Debatte. SCM Hänssler, Holzgerlingen 2015, ISBN 978-3-7751-5676-9.